# 清住町通り

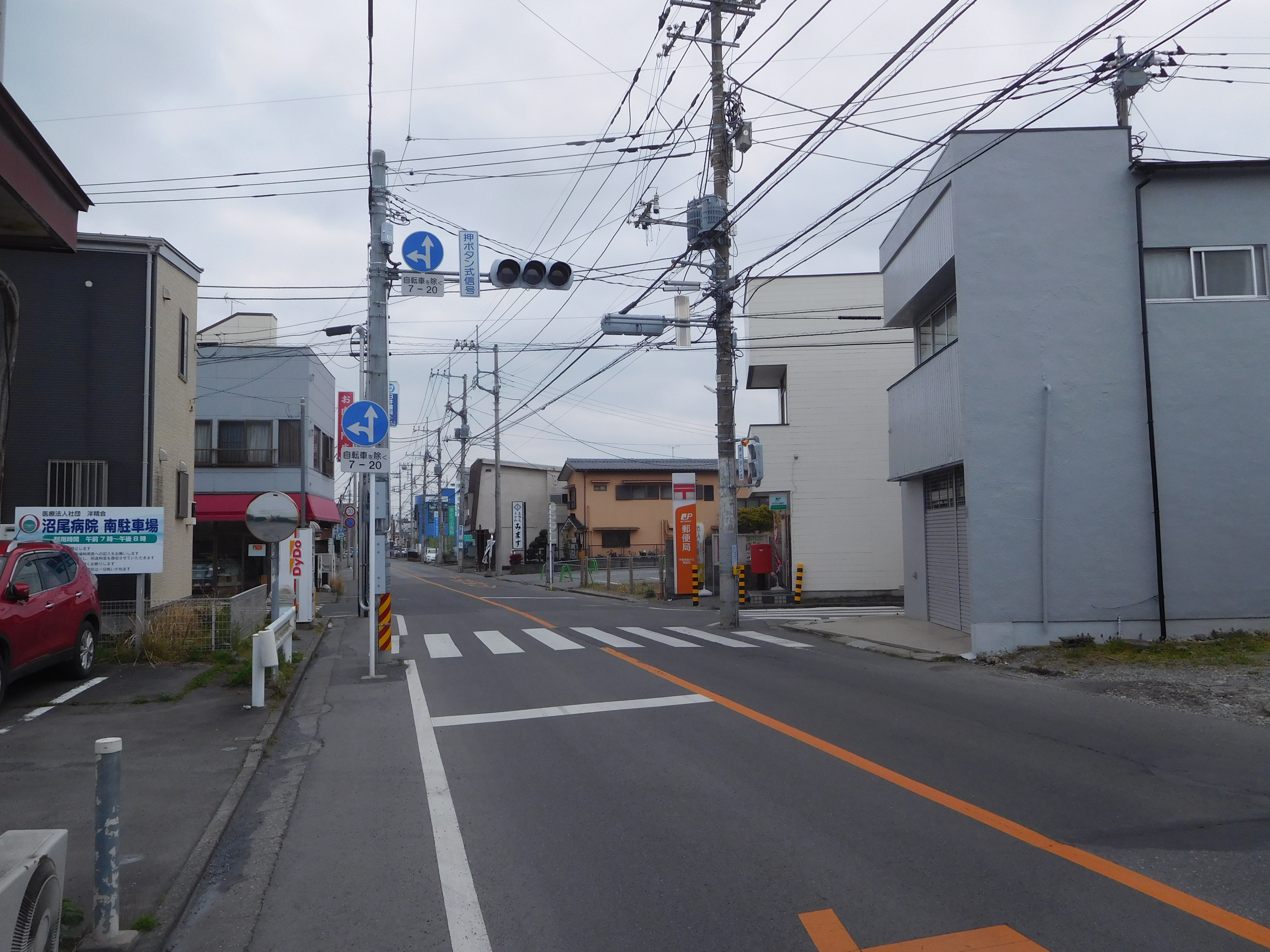
清住町通り（宇大附属学校園入り口交差点付近）

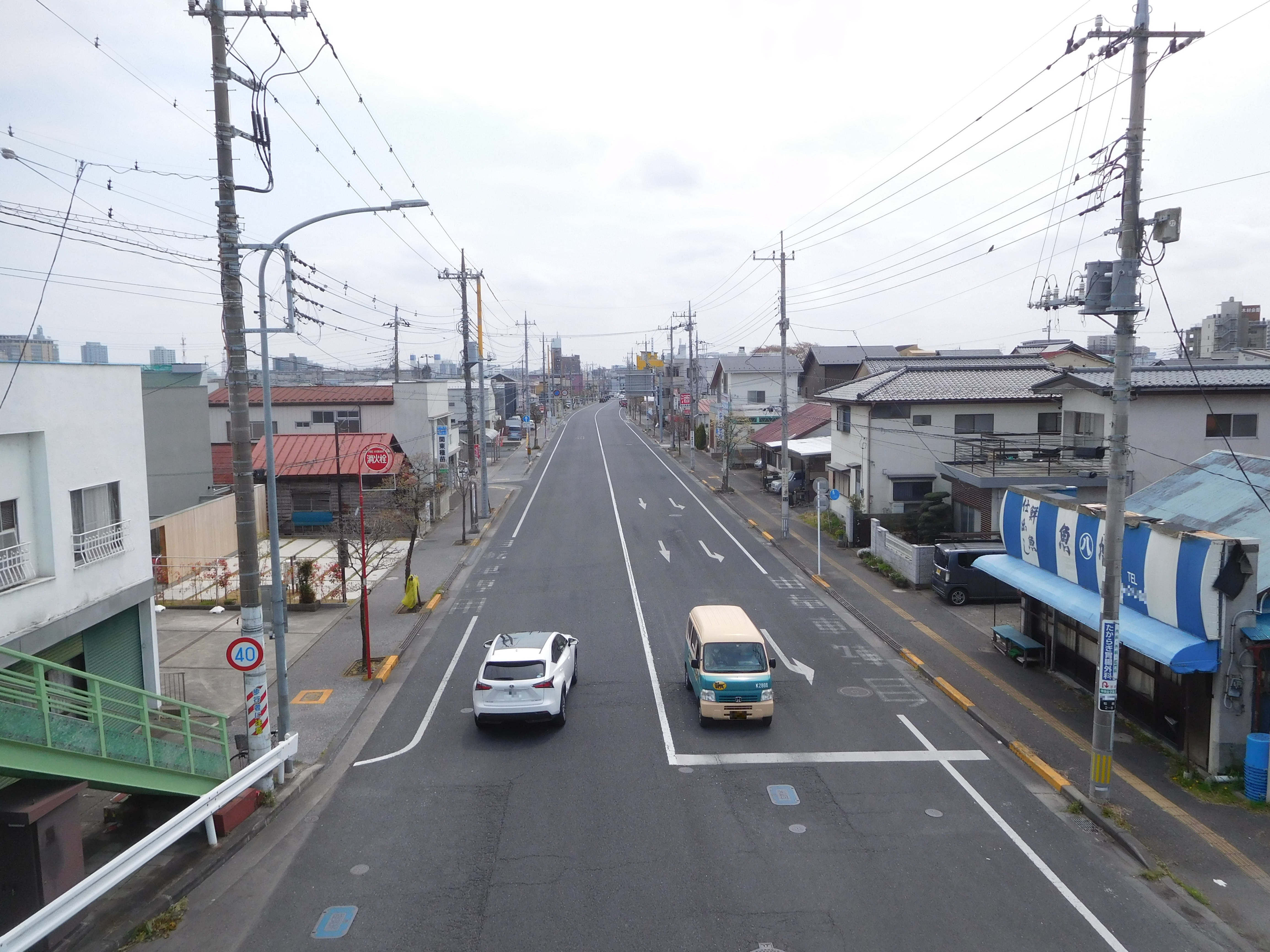
清住町通り（終点付近）

清住町通り（きよすみちょうどおり）は、栃木県宇都宮市清住1丁目（市街地中心部の西側）から北に向かって伸び、同市松原3丁目で桜通り（日光街道）に合流する道路の愛称である。旧日光街道の一部。清住1丁目から伝馬町交差点までの区間は本郷町通り（ほんごうまちどおり）に分割されたが、一括して取り上げる。

## 沿革
江戸時代、日光東照宮に徳川家康を祀った江戸幕府の手によって江戸と日光の間に整備された日光街道（日光道中）が「清住町通り」の原形である。日光街道・宇都宮宿は17番目の宿場であり、その本陣は現在の材木町から伝馬町付近にあった。日光街道は材木町通りから本陣の材木町・伝馬町を通り奥州街道を分けて現・清住町通り辻に進み、新田町（現・清住町）から宇都宮宿を抜ける経路をとっていた。
明治維新の際、宇都宮城下では宇都宮城の戦いが繰り広げられたが、この折、官軍側の反撃の拠点となったのが現在も清住町通り界隈にある桂林寺・延命院であり、ここに篭った長州兵・大垣兵が砲台を築き宇都宮城や明神山・八幡山に陣を取る旧幕府軍（桑名兵・新選組・伝習隊など）に向けて砲撃しこれを破った。桂林寺は会津兵の攻撃を受けて炎上したが、清住町通り界隈は戊辰戦争の戦火を免れた。
1908年（明治41年）に宇都宮市に陸軍第14師団が移駐すると、その後の1911年（明治44年）3月4日に明治政府は東京日本橋から第14師団までの区間を国道60号（その後、国道29号に改称）に指定した。この時の国道の経路は旧日光街道を踏襲するものであり、清住町通りもその一部区間として国道になった。国道は拡幅が7間以上と規定されていたため、清住町通りも拡幅事業が計画され、松原町区間はこれが施行された。明治以来、旧日光街道である材木町・伝馬町区間のクランクを解消し、材木町通りと清住町通りを直線道路としたうえで拡幅する計画もあったが、太平洋戦争で戦災に遭った一条町界隈（旧宇都宮城三の丸）に新ルート（現・国道119号、東京街道）が建設され、材木町通りや清住町通り（旧日光街道）は国道指定を解除されたため、この計画は未了に終わっている。
清住町通り界隈は太平洋戦争時の宇都宮空襲でも戦火に見舞われず、宇都宮城下の面影を現在に残す数少ない地区となっている。2003年（平成15年）、「清住通りの古いまちなみ」の名称でうつのみや百景の1つに選定された。
「清住町通り」という愛称は、1989年（平成元年）3月までに、道路愛称事業として宇都宮市によって明文化された。その後、清住1丁目より伝馬町交差点の区間が「本郷町通り」に分割された。

## 区間
「清住町通り」は清住1丁目の県庁前通りとの交差点から松原3丁目交差点までの区間を指す。
伝馬町交差点から清住1丁目までは「本郷町通り」と改められた。

## 交差する主要な道路
交差する主要道路は、南側から順番に以下のとおりである。
- 国道119号（伝馬町交差点）
- 師範通り（宇大附属学校園入り口交差点）
- 中城街道（宇大附属学校園入り口交差点）
- 星が丘通り
- 松原通り
- 宇都宮市道21号「競輪場通り」（松原3丁目交差点）
- 国道119号（松原3丁目交差点）

## 沿線の主な施設
「本郷町通り」「清住町通り」沿線の主な施設は、南側から順番に以下のとおりである。
- 宇都宮地方裁判所
- 宇都宮拘置所
- 延命院
- 下野新聞本社
- 桂林寺
- 宇都宮大学共同教育学部附属中学校
- 宇都宮大学共同教育学部附属小学校
- 宇都宮大学共同教育学部附属幼稚園
- 宇都宮市立星が丘中学校

## 沿線の交通
「本郷町通り」「清住町通り」は宇都宮市外中心部西方から北方に向かって伸びる市道である。現在、以下のとおり関東バスの路線バスが走行している。

### 関東バス
伝馬町交差点‐松原3丁目交差点
- ［50］清住・戸祭経由細谷車庫/宇都宮駅行き

## 通過する町
- 本郷町通り
  - 伝馬町/泉町/小幡一丁目 ― 清住一丁目
- 清住町通り
  - 小幡一丁目 ― 清住一丁目/清住二丁目 ― 星が丘一丁目/松原一丁目 ― 星が丘二丁目 ― 松原二丁目/松原三丁目/中戸祭一丁目/中戸祭町